# Мішель Калута
Мішель Вільям Калута, якого іноді називають Майк Калута або Майкл Вм. Калута (англ. Michael William Kaluta; нар. 25 серпня 1947) — американський художник коміксів і письменник, найбільш відомий своєю відомою екранізацією героя Pulp-журналу Зе шадов (The Shadow) 1970-х років з письменником Деннісом О'Нілом. Він є хрещеним батьком коміка та ігромайстра Бреннана Лі Малліґана/

## Раннє життя
Калута народився в Гватемалі в родині громадян США, навчався в Річмондському професійному інституті (тепер Університет Співдружності Вірджинії).

## Кар'єра

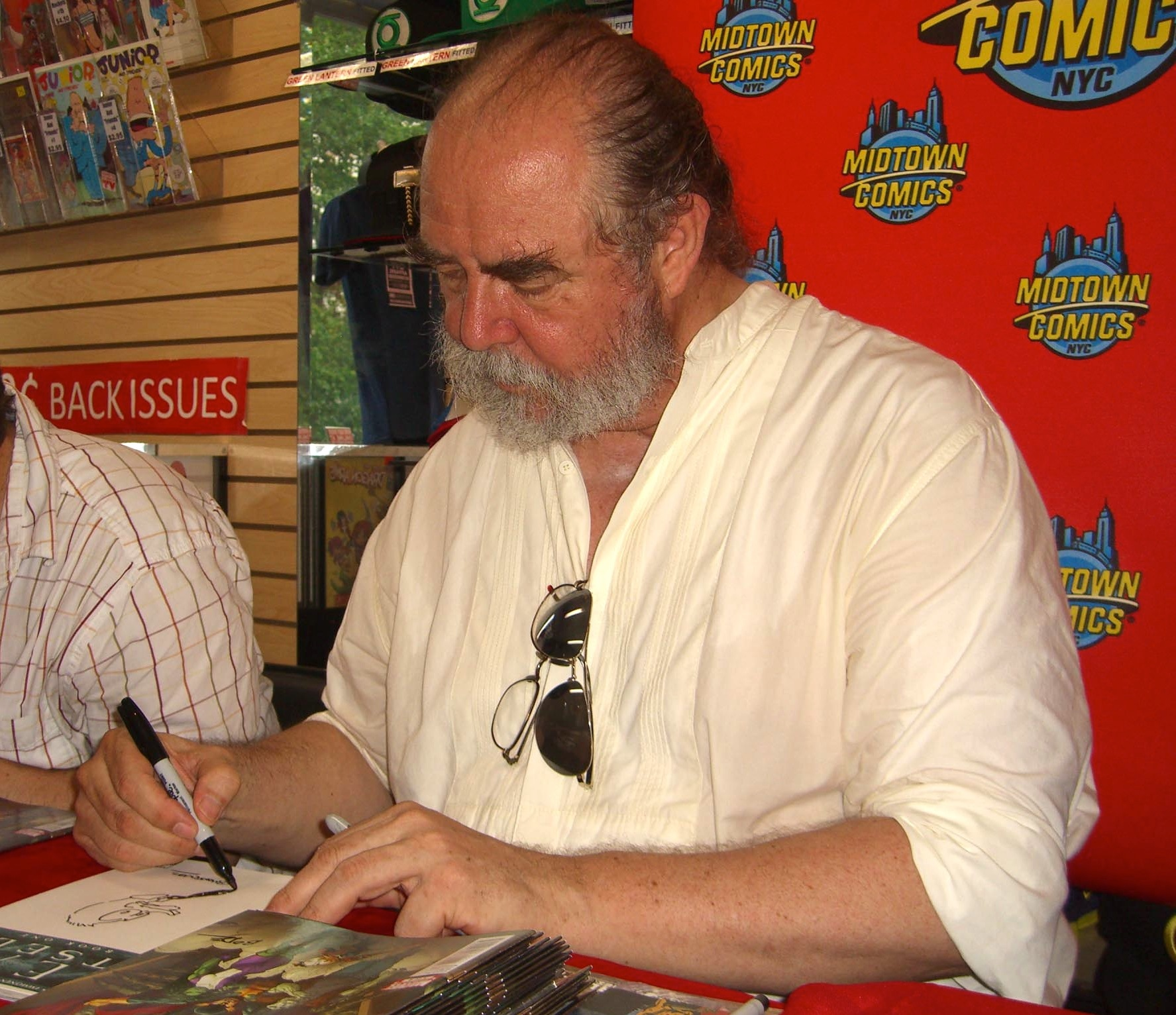
Калута робить ескіз качки Говарда на копії Fear Itself: Fearsome Four 8 червня 2011 року на виставці Midtown Comics

Ранні роботи Калути включали тристорінкову пригодницьку історію «Битва при Ширазі» у Charlton Comics Флеш Ґордон № 18 (січень 1970) та адаптацію романів Едгара Райса Берроуза «Карсон з Венери» для DC Comics.
Вплив і стиль Калути почерпнуті з целюлозних ілюстрацій 1930-х років і плакатів на рубежі століть Альфонса Мухи (його характерним мотивом є складні декоративні конструкції панелей), а не з коміксів Срібного віку. Він рідко працював із жанром супергероїв, хоча одним із його ранніх вкладів у DC була резервна історія «Світ Криптону» у «Супермені» № 240 (липень 1971).
Його першою обкладинкою для коміксу був House of Mystery № 200 (березень 1972). У 1970-х роках він співпрацював з Берні Райтсоном і Джеффрі Джонсом та створив ілюстрації до книги Теда Вайта Fantastic і Amazing. Калута став співавтором Єви в Secrets of Sinister House № 6 (серпень — вересень 1972), провідного персонажа коміксів жахів, який пізніше став другорядним персонажем у Пісочному чоловікові. Разом із письменником Деннісом О'Нілом у 1973—1974 роках він створив адаптацію коміксів «Тінь» для DC. Історик коміксів Лес Деніелс зазначив, що "стиль Калути [у "Тіні «] — це данина поваги Ґрейвсу Ґледні, майстру обкладинок пульп-журналів 1930-х років». Калута залишив серію після розіграшу п'яти з перших шести номерів.
Калута був одним із чотирьох художників коміксів/ілюстраторів/художників (разом з Джеффрі Джонсом, Баррі Віндзор-Смітом і Берні Райтсоном), які сформували спільноту художників The Studio на мансарді в районі Челсі на Мангеттені в 1975 році і продовжували працювати до 1979 року. Окрім багатьох історій і обкладинок коміксів, Калута зробив широкий вибір книжкових ілюстрацій.
У 1981 році Калута намалював обкладинку для одноразового фільму «Мадам Ксанаду», який став другим коміксом DC, який продавався тільки в прямих продажах. Він і письменниця Елейн Лі створили Графічний роман Marvel № 13 «Starstruck: The Luckless, the Abandoned and Forsaked», який призвів до поточної серії, яка тривала шість випусків. Калута та О'Ніл возз'єдналися в «Тінях: 1941» — графічному романі «Астролог Гітлера», опублікованому в 1988 році. У 2006 році Калута був одним із художників графічного роману «1001 ніч зі снігопадом», написаного Біллом Віллінгемом.
У 1984 році він намалював ілюстрації та поставив музичний кліп «Don't Answer Me» від The Alan Parsons Project, який став одним із найбільш запитуваних відео цього року на кабельному відеоканалі MTV.
Серед шанувальників музики Калута відомий як художник обкладинки інструментального альбому Гленна Данзіга Black Aria та інтер'єрної ілюстрації четвертого альбому Danzig, останній з яких з'явився в 1994 та 1995 роках як кулон, що продавався на концертах у Данцигу, і на футболках і светрах Danzig, вироблених у той же період. Калута створив обкладинки дисків та інтер'єрні ілюстрації для буклетів для Nativity in Black I та II, триб'ютних альбомів на музику Black Sabbath. Калута намалював обкладинку для альбому Боббі Пікетта The Original Monster Mash, коли він був перевиданий у 1973 році.
Калута працював у таких компаніях, які розробляють рольові ігри, як White Wolf Publishing. Він створив ілюстрації для компаній, що займаються колекціонуванням карткових ігор, зокрема комікс для Wizards of the Coast Magic: The Gathering та ілюстрував картки для Last Unicorn Games Heresy: Kingdom Come.
На початку 1990-х років він брав активну участь у Macintosh Gaming Forum Compuserve, у групі ентузіастів авіасимуляторів, яка називала себе VFA-13 Shadow Riders. Він зробив низку дизайнів для дизайну носа літака та нашивок для льотного костюма.

## Нагороди
Роботи Калути принесли йому велике визнання, включаючи нагороду Shazam за видатний новий талант у 1971 році, нагороду Inkpot у 1977 році та нагороду Spectrum у 2003 році як великий майстер.

### КоміксиDark Horse
- Конан № 22 (з Кері Нордом) (2005)
- Тінь № 1–2 (1994)
- Тінь: у згортах Левіафана № 1–4 (1993–94)
- Стартрак № 1–4 (міні-серія) (1990)

### КоміксиDC
- Action Comics Weekly (обкладинка) №613 (1988)
- Adventure Comics (обкладинка) №425 (1972)
- Аквамен, т. 3 (обкладинки) №63-75 (2000-01)
- Аквамен, т. 4 (обкладинки) №51 (2007)
- Бетмен (обкладинки) №242, 248, 253 (1972-73); №400 (односторінкова обкладинка); Annual №12, 24 (1988-2000)
- Хроніки Бетмена (обкладинка) №6 (1996)
- Сім'я Бетмена (обкладинки) №17, 19 (1978)
- Бетмен: Лицарі Готема (Бетмен чорно-білий) №32 (2002)
- Хоробрі та відважні (обкладинка) №176 (1981)
- Хоробрі та відважні, том 3 (обкладинка) №26 (2009)
- Детективні комікси (обкладинки) № 423-424, 426-429, 431, 434, 438 (1972-74); № 572 (1987)
- Doorway to Nightmare (обкладинки) №2-5 (1978)
- Заборонені історії темного маєтку (обкладинки) №7-8, 13 (1972-73)
- З потойбіччя невідомого (обкладинки) №18-19 (1972)
- Привиди (обкладинки) №7, 93, 101 (1972-81)
- Таємничий дім (інтер'єри): №195, 200; (обкладинки): №201-202, 210, 212, 233, 260-261, 263, 265, 267-268, 273, 276, 284, 287-288, 293-295, 300, 302, 304-305, 309-321 (1971-83)
- Будинок таємниць (інтер'єри): №№ 87, 98; (обкладинки): №101-102, 149, 151, 154 (1970-78)
- Уявіть собі, як Стен Лі та Джо Кюберт створюють Бетмена (чотири сторінки) (2001)
- Ліга Справедливості Америки (обкладинка) №154 (1978)
- Корак, син Тарзана №46-53 (серія "Карсон з Венери") (1972-74)
- Мадам Ксанаду (обкладинка) №1 (1981)
- Таємниці в космосі, т. 4 #1 (2012)
- Примарний незнайомець, т. 2 ("Породження Франкенштейна") №23-25; (обкладинка) №26 (1973)
- Приватні файли Тіні ХК (обкладинка та нове оповідання на 15 сторінок) (1989)
- Таємниці будинку з привидами (обкладинки) №8, 10-11, 14, 16, 29 (1977-80)
- Тінь (інтер'єри): №1-4, 6; (обкладинки): №10-12 (1973-75)
- Привид, т. 2 (обкладинки): №1-3 (1987)
- Привид, т. 3 (обкладинки): № 10, 44 (1993-96)
- Дух, т. 2, №5 (2010)
- Супермен ("Казковий світ Криптону") №240 (1972); (Супермен) №400 (шість сторінок, серед інших художників, 1984)
- Тарзан №230 (серія "Карсон з Венери") (1974)
- Викривлення часу (обкладинки) №1-5 (1979-80)
- Чудернацькі таємничі історії №24 (1975)
- Weird War Tales №12 (обкладинка) (1973)
- Чудернацькі світи (інтер'єри): №4; (обкладинки): №5-6, 10 (1972-74)
- Диво-жінка (обкладинка) №297, (пін-ап сторінка) №300 (1982-83)

#### America's Best Comics
- Неймовірні історії Тома Стронґа №9 (2004)

#### Vertigo
- Книги магії, том 2 (обкладинки) №22, 27-40, 42-65, 67-75 (1996-2000)
- Таємничий дім, том 2 №20 (2010)
- Мадам Ксанаду, т. 2 №11-15 (2008-09)
- Ненаписане №31.5 (2012)
- Дивні воєнні історії №2 (обкладинка) (1997)

### Marvel Comics
- Війна хаосу: Король хаосу (2010)
- Конан Варвар (обкладинка) № 167 (1985)
- Конан Король, потім Король Конан (обкладинки) № 20–27, 31 (1984–85)
- Страшна четвірка, міні-серія, № 1 (серед інших художників) (2011)
- Епік Іллюстрайтед № 17, 21, 24, 25–26, 28 (1983–85)
- Тінь 1941: Астролог Гітлера, графічний роман (1988)
- Тор том. 2 № 57 (лише дві сторінки, серед інших художників) (2003)

### Інші видавництва
- Меморіал № 1–6 (обкладинки) (2011–12) (IDW Publishing)
- Ракетник Adventure Magazine № 1–2 (1988) (Comico)
- Небезпечні часи № 1 (обкладинка) (1989) Evolution Comics, Нью-Йорк

### Книги та збірники
- Michael Wm. Kaluta Sketchbook 180 pages, Kitchen Sink Press, May 1998, ISBN 978-0-87816-115-7
- Echoes Drawing of Michael Wm Kaluta 112 pages, Vanguard Productions, March 2007, ISBN 978-1-887591-13-3
- Wings of Twilight: The Art of Michael Kaluta 80 pages, NBM Publishing, March 2001, ISBN 978-1-56163-276-3
- The Michael Kaluta Treasury Glimmer Graphics, December 1988, ISBN 978-0-9621421-0-9
- Michael Wm. Kaluta: Sketchbook Series
  - Volume 1 48 pages, IDW Publishing, April 2012, ISBN 978-1-61377-136-5
  - Volume 2 48 pages, IDW Publishing, August 2012, ISBN 978-1-61377-355-0
  - Volume 3 48 pages, IDW Publishing, December 2012, ISBN 978-1-61377-536-3
  - Volume 4 48 pages, IDW Publishing, May 2013, ISBN 978-1-61377-638-4
- Michael Wm. Kaluta: The Big Book 304 pages, IDW Publishing, January 2014, ISBN 978-1-61377-682-7